# Shin-chan: en busca de las bolas perdidas
Shin-chan: en busca de las bolas perdidas (Crayon Shin-chan Ankoku Tamatama Daitsuiseki クレヨンしんちゃん 暗黒タマタマ大追跡?) es una película infantil de animación basada en el manga Shin Chan. Tiene una duración de 95 minutos. Su historia no influye para nada en la historia de la serie.

## Argumento
Un día, Shin-Chan se encuentra un travesti durmiendo y al lado de él, una bola del tamaño de una canica que Shin Chan se lleva. Cuando llega a casa, Himawari se la quita y la traga. Ese mismo día, en la noche, aparecen tres travestis en busca de la bola. Cuando se dan cuenta de que se la tragó Himawari, se llevan a toda la familia hasta que recuperen la bola.
En el viaje les cuentan la historia del maligno y de que ellas son parte del Clan de los Mariconchis, actualmente enfrentado al de los Cataplines, puesto que estos quieren despertar al maligno de nuevo. Después de recibir un ataque de ellos a su base en Shinjuku, Tokio, deciden ir al cuartel general que se encuentra en el Monte KK2, en Aomori.
Mientras se dirigen allí, son perseguidos por el Clan de los Cataplines, que hace que se separen de Hiroshi y Yone. Más adelante se reencuentran en el viaje al KK2. Una vez allí, la madre de las tres travestis con ayuda de los 7 samuráis realizan un intento fallido de proteger a la familia Nohara y a las bolas del ataque de Hexon.
Al siguiente día por la mañana, la madre averigua que se encuentran en un edificio de la Bahía de Tokio. Una vez que lo saben, se dirigen hacia allí en dos trenes. En la entrada les espera Majo preparada para luchar y Satake que se les une. Una vez derrotada, suben a la cima del edificio. Ven ahí a Hexon y la jefa de los Cataplines en el momento de invocar al maligno. Consiguen apresar a la jefa de los Cataplines pero al luchar contra Hexon les derrota la primera vez. En cuanto se dan cuenta de que puede leer la mente, empiezan a cantar para conseguir luchar sin pensar. Una vez que lo derrotan, Shin-Chan le pone las bolas a la estatua e invoca al maligno. El cual resulta no tener poderes, ya que los gastó en salir de la figura en la que estaba encerrado.

## Personajes

### De la Serie
- Shin-Chan
- Misae Nohara
- Hiroshi Nohara
- Himawari Nohara
- Nevado

### Únicos de la película
- Rosa: En japonés, ローズ (Roozu).su nombre real es Takeshi y es la mayor de las tres hermanas trasvestis del Clan de los Mariconchis. Su ropa es rosa, lleva la cabeza afeitada, y su complexión es obesa.
- Lavanda: En japonés, ラベンダー (Rabendaa) su nombre real es Tsuyoshi y es la mediana de las tres hermanas trasvestis del Clan de los Mariconchis. Viste un qipao color verde y lleva la cabeza afeitada. Es delgada y lleva sombra de ojos.
- Lima: En japonés, レモン (Remon) su nombre real es Kiyoshi y es la más pequeña de las tres hermanas trasvestis del Clan de los Mariconchis. Su ropa es amarilla y lleva la cabeza afeitada al igual que sus hermanas. Es delgada y se caracteriza por sus gruesos labios.
- Hexon: es uno de los descendientes del Clan de los Cataplines que había emigrado a Europa. Es capaz de leer la mente de sus adversarios gracias a un entrenamiento en el Tíbet.
- Maho: En japonés チーママ・マホ (Chiimama Maho) Dirige las tropas del Clan de los Cataplines. Es experta en el arte de la gimnasia rítmica combativa y la practica con las azafatas del club Tamao. Odia a los niños y es malhablada.
- Satake: En japonés サタケ. Es el hijo de Nakamure, la jefa del Clan de los Cataplines. Es campeón en artes marciales. Le gustan mucho los niños pequeños. Su mayor partícularidad es su enorme musculatura.
- Yone Higashimatsuyama: En japonés, 東松山 よね (Higashimatsuyama Yone). Prefiere ser llamada Gloria. Es una policía novata de la Prefectura de Chiba. Tiene mala puntería y no es reconocida como detective. Su despacho es una biblioteca en cuya puerta se puede leer, en un papel fijado a ella "Área especial de investigración criminal", pero la realidad es que pasa su tiempo libre leyendo revistas de lucha libre.
- Tamao Nakamure: En japonés, ナカムレ 玉王. Es la jefa del Clan de los Cataplines. Es una señora de avanzada edad que se muestra normalmente serena y respetuosa. Si hay que pelear, prefiere que sea sin molestar a otras personas que no tengan nada que ver con el asunto. Se encarga de custodiar la Vara del Diablo, la cual debe ser custodiada por su clan, los Cataplines.
- El Maligno: Se convirtió en travesti por no tener sus bolas durante años. En su espalda aparece su fecha de caducidad y le etiqueta como producto diablo, que es el 31 de diciembre de 1996. La llaman Mali.

## Curiosidades
- Aparece Yoshito Usui. Sale cantando música tradicional japonesa y siempre le dan algún golpe cuando pregunta por donde queda el concurso. El narrador dice que es dibujante de cómics, que le gusta ir al baño y las mujeres delgaditas pero bien dotadas.
- Es la primera película de Shin Chan que llegó a España. También es una de las pocas que ha estado en el cine.